# Hans von Uthmann
Hans-Jürgen Kai von Uthmann född 23 juli 1958, är en svensk företagsledare.
von Uthmann är utbildad civilekonom och har haft flera poster inom svenskt näringsliv, bland annat på Vattenfall och Svenska Shell. 2022 blev han styrelseordförande för vindkraftsbolaget Hexicon.
von Uthman var ordförande i Svenska basketbollförbundet 2009–2016 och har suttit i SOK:s styrelse sedan 2011. År 2023 föreslogs han av SOK:s valberedning att ta över efter Mats Årjes som dess ordförande. von Uthmann leder den förstudie som ska ligga till grund för beslutet om Sverige ska söka vinter-OS 2030 eller inte.
von Uthmann har varit tränare och ledare i bland annat Alvik basket och Djurgården fotboll. Han är gift och har tre barn.